# 中華民國僑務委員會
僑務委員會（簡稱僑委會）是中華民國有關僑民事務的最高主管機關，設立於1926年，原先隸屬於國民政府，1932年才改隸屬行政院；僑務工作隨著國家情勢及海外僑社的演變，不斷地調整、創新，並服務廣及海外各地僑胞。

## 歷史
- 1926年10月，「僑務委員會」在中華民國南京市成立，隸屬國民政府，地址位于今华侨路附近。
- 1931年12月7日，國民政府制定公布《僑務委員會組織法》，僑務委員會改隸行政院，設秘書處、僑民管理處、僑民教育處、文書科、事務科、僑民指導科、移民科、教育指導科、文化事業科。1932年4月，僑務委員會正式成立，首任委員長陳樹人。
- 1940年，僑務委員會創設「僑民教育函授學校」（今中華函授學校），採函授方式提供華僑進修機會。
- 1941年4月，僑務委員會成立「華僑通訊社」，用以加強海外文宣工作及發布通訊稿報導僑務新聞與國內消息。
- 1946年12月，國民大會制定頒布之《中華民國憲法》，將僑務列入「基本國策」，明訂應扶助並保護僑居國外之國民經濟事業發展。
- 1952年，僑務委員會接管原臺灣總督府專賣局所屬招待所「專賣局養氣俱樂部北投別館」，命名「僑園」（臺北市北投區泉源路25號），用於接待歸國華僑；之後原地改建「華僑會館」，用於訓練僑務人員及接待歸國華僑。
- 1981年12月21日，總統令修正公布《僑務委員會組織法》，僑務委員會副委員長由原定二人修訂為二或三人。
- 1985年3月於美國舊金山成立「華僑文教服務中心」後，僑務委員會陸續在美國、加拿大、巴西、澳大利亞及菲律賓等國家成立16個華僑文教服務中心。
- 1990年代末，因香港、澳门主权移交中华人民共和国，港澳地区被定位为“有別大陸其他地區之特別區域”，不再是侨区[1]。
- 2006年，僑務委員會的英文由Overseas Chinese Affairs Council改爲Overseas Compatriot Affairs Council，以避免在海外與中華人民共和國產生混淆。
- 2012年9月1日，配合行政院組織再造，《僑務委員會組織法》修正條文施行，僑務委員會副委員長修訂為2人，1位為政務副委員長、1位為常務副委員長；會內設綜合規劃處、僑民處、僑教處、僑商處、僑生處、秘書室、人事室、政風室、主計室、資訊室等一級單位，及華僑通訊社、法規會等常設性任務編組。同年僑務委員會的英文改為Overseas Community Affairs Council。
- 2016年12月15日，華僑會館委託民間營運契約屆期，不再委外經營。
- 2017年4月，中華函授學校轉型，改於僑務委員會《全球華文網》「中華函授學校數位學習平臺」繼續提供課程服務。
- 2017年5月20日，僑務委員會啟用僑務新聞網站《僑務電子報》，以玉山圖案為標誌。
- 2017年7月31日，華僑會館移交財政部國有財產署管理。
- 2018年1月17日，華僑通訊社改為「僑務通訊社」。

## 組織

### 行政部門
- 綜合規劃處
- 僑民處
- 僑教處
- 僑商處
- 僑生處
- 秘書室
- 主計室
- 人事室
- 資訊室
- 政風室

### 任務編組
- 僑務通訊社
- 法規會

### 海外僑務單位暨人員
| 亞洲 - 駐馬來西亞代表處僑務組 - 駐日本代表處僑務組 - 駐大阪辦事處僑務秘書 - 駐印尼代表處僑務組 - 駐泗水辦事處僑務秘書 - 駐韓國代表處僑務組 - 駐泰國代表處僑務組 - 駐越南代表處僑務秘書 - 駐胡志明市辦事處僑務組 - 駐緬甸代表處僑務組 - 菲華文教服務中心 大洋洲 - 駐奧克蘭辦事處僑務組 - 駐墨爾本辦事處僑務秘書 - 澳大利亞雪梨華僑文教服務中心 - 澳大利亞布里斯本華僑文教服務中心 歐洲 - 駐德國代表處僑務秘書 - 駐法蘭克福辦事處僑務參事 - 駐法國代表處僑務組 - 駐英國代表處僑務組 - 駐荷蘭代表處僑務秘書 | 北美洲 - 華府華僑文教服務中心 - 紐約華僑文教服務中心 - 芝加哥華僑文教服務中心 - 西雅圖華僑文教服務中心 - 金山華僑文教服務中心 - 金山灣區華僑文教服務中心 - 洛杉磯華僑文教服務中心 - 波士頓華僑文教服務中心 - 亞特蘭大華僑文教服務中心 - 休士頓華僑文教服務中心 - 橙縣華僑文教服務中心 - 多倫多華僑文教服務中心 - 駐邁阿密辦事處僑務秘書 - 駐溫哥華辦事處僑務組 拉丁美洲（中南美洲） - 駐東方市總領事館僑務秘書 - 駐瓜地馬拉大使館僑務秘書 - 駐阿根廷代表處僑務秘書 - 巴西聖保羅華僑文教服務中心 非洲 - 駐南非代表處僑務組 - 駐開普敦辦事處僑務秘書 - 駐奈及利亞代表處僑務秘書 |

## 歷任首長
僑務委員會委員長，多由僑鄉人士出任。僑務委員會是中華民國政府行政機關中，首長是委員長的唯一行政機關。
| 任別 | 圖片 | 姓名   | 政黨       | 籍貫或出生地   | 就職時間       | 卸任時間       | 備註                                                                            |
| ---- | ---- | ------ | ---------- | -------------- | -------------- | -------------- | ------------------------------------------------------------------------------- |
| 1    |      | 陳樹人 | 中國國民黨 | 廣東番禺       | 1932年4月27日  | 1947年4月30日  | 嶺南畫派第一代畫家，曾任廣州國民政府秘書長                                      |
| 2    |      | 劉維熾 | 中國國民黨 | 廣東台山       | 1947年5月1日   | 1948年12月27日 | 曾任第一屆國民大會代表                                                          |
| 3    |      | 戴愧生 | 中國國民黨 | 福建南安       | 1948年12月28日 | 1950年5月18日  | 曾任監察委員                                                                    |
| 4    |      | 葉公超 | 中國國民黨 | 廣東番禺       | 1950年5月19日  | 1952年4月15日  | 同時出任外交部部長                                                              |
| 5    |      | 鄭彥棻 | 中國國民黨 | 廣東順德       | 1952年4月16日  | 1958年7月15日  | 曾任中國國民黨中央委員會代理秘書長、中華民國總統府秘書長                        |
| 6    |      | 陳清文 | 中國國民黨 | 福建廈門       | 1958年7月16日  | 1960年6月23日  |                                                                                 |
| 7    |      | 周書楷 | 中國國民黨 | 湖北安陸       | 1960年6月24日  | 1962年12月2日  | 曾任外交部部長、政務委員                                                        |
| 8    |      | 高信   | 中國國民黨 | 廣東新會       | 1962年12月3日  | 1972年5月31日  | 曾任廣東省政府秘書長                                                            |
| 9    |      | 毛松年 | 中國國民黨 | 廣東番禺       | 1972年6月1日   | 1984年5月31日  | 曾任臺灣銀行總經理                                                              |
| 10   |      | 曾廣順 | 中國國民黨 | 廣東海豐       | 1984年6月1日   | 1993年2月26日  | 曾任中國國民黨港澳總支部書記員，在雙十暴動後被港英政府遞解出境赴台              |
| 11   |      | 蔣孝嚴 | 中國國民黨 | 浙江奉化       | 1993年2月27日  | 1996年6月9日   | 曾任外交部部長、行政院副院長、中國國民黨秘書長、總統府秘書長、第五-六屆立法委員 |
| 12   |      | 祝基瀅 | 中國國民黨 | 福建林森       | 1996年6月10日  | 1998年2月4日   |                                                                                 |
| 13   |      | 焦仁和 | 中國國民黨 | 河北邢台       | 1998年2月5日   | 2000年5月19日  | 曾任大陸委員會副主任委員、財團法人海峽交流基金會副董事長兼秘書長                |
| 14   |      | 張富美 | 民主進步黨 | 日治臺灣臺南州 | 2000年5月20日  | 2008年5月19日  | 曾任監察委員                                                                    |
| 15   |      | 吳英毅 | 中國國民黨 | 日治臺灣臺南州 | 2008年5月20日  | 2013年7月31日  | 曾任第六屆立法委員                                                              |
| 16   |      | 陳士魁 | 中國國民黨 | 臺灣省宜蘭縣   | 2013年8月1日   | 2016年5月19日  | 曾任行政院秘書長、政務委員兼福建省政府委員並為主席                              |
| 17   |      | 吳新興 | 民主進步黨 | 臺灣省高雄市   | 2016年5月20日  | 2020年5月19日  | 曾任駐菲律賓代表，後轉任考試委員                                                |
| 18   |      | 童振源 | 民主進步黨 | 臺灣省嘉義縣   | 2020年5月20日  | 2023年1月30日  | 曾任行政院發言人、駐泰國代表，現任駐新加坡代表                                  |
| 19   |      | 徐佳青 | 民主進步黨 | 臺北市         | 2023年1月31日  | 現任           | 曾任僑務委員會政務副委員長、台北市議會議員                                      |

## 相關組織
- 中华人民共和国類似机构：国务院侨务办公室

## 外部連結
- （繁體中文）僑務委員會（页面存档备份，存于）
- （繁體中文）中華民國僑務委員會的Facebook專頁